# Пино сула Спонда дел Лаго Мађоре
Пино сула Спонда дел Лаго Мађоре (итал. Pino sulla Sponda del Lago Maggiore) је насеље у Италији у округу Варезе, региону Ломбардија.
Према процени из 2011. у насељу је живело 247 становника. Насеље се налази на надморској висини од 278 м.

## Становништво
Према резултатима пописа становништва 2011. у општини је живело 210 становника.
| 1931. | 1936. | 1951. | 1961. | 1971. | 1981. | 1991. | 2001. | 2011. |
| ----- | ----- | ----- | ----- | ----- | ----- | ----- | ----- | ----- |
| 240   | 267   | 265   | 295   | 363   | 304   | 290   | 247   | 210   |